# Deichstraße (Bremerhaven)
Die Deichstraße ist eine Erschließungsstraße in Bremerhaven, Mitte (Süd). Sie führt teils parallel zur Bürgermeister-Smidt-Straße zunächst überwiegend in Süd-Nord-Richtung in Kurven an der Geeste von der Straße An der Karlstadt zur Lloydstraße und Hafenstraße in Lehe.

## Seitenstraßen
Die Querstraßen und die Anschlussstraßen wurden benannt u. a. als Karlsburg nach der schwedischen Carlsburg, Fährstraße nach der ehem. Geestefähre bei der Alten Geestebrücke, Löningstraße (nur über eine Treppe verbunden), Rampenstraße nach einer Rampe, die zu den Hellingen der Werften an der Geeste führte, Keilstraße, Uferstraße, Freigebiet nach dem Zollfreigebiet vom 19. Jahrhundert, Grimsbystraße nach der britischen Hafen- und Partnerstadt, Lloydstraße nach der Reederei und dem Werftbetrieb Norddeutscher Lloyd (NDL) und Hafenstraße.

## Geschichte
Die Deichstraße wurde benannt nach dem Deich an der Geeste. Die Bussestraße in Geestemünde trug vor der Umbenennung den gleichen Namen.

### Entwicklung
Bremerhaven dehnte sich nach dem Bau der Häfen (ab 1827) langsam ab um 1850 nach Osten in Richtung Geeste und nach Norden aus. Die Straße begleitete den Deich an der Geeste. Die zerstörte Stadthalle am Alten Volksgarten an der Deichstraße wurde 1927 unter Teilnahme von Reichsaußenminister Stresemann eingeweiht. In dem dreigeschossigen Gebäude nach Plänen von Kettner und Hagedorn wurde der vorhandene, renovierter Saal mit 1400 Plätzen einbezogen und weitere Säle sowie ein Sängersaal, der terrassierte Konzertgarten zur Geeste für 1500 Zuhörer mit dem Musikpavillon, ein Restaurant, ein Wintergarten und weitere Räume erstellt. Hier fanden Konzerte, Kabarett- und Varietévorstellungen und Freimarktsveranstaltungen statt.
Im Zweiten Weltkrieg wurden fast alle Häuser zerstört. In Bremerhaven gründete der Bremerhavener Stadtschulrat Walter Zimmermann 1945 das Pädagogische Seminar an der Uhlandschule an der Deichstraße, dessen Aufgaben ab 1948 von der Pädagogischen Hochschule Bremen übernommen wurden. Der Wiederaufbau ist geprägt durch die fünf Wohnhochhäuser der 1950er Jahre, die in Abständen die Straße dominieren. Die Goetheschule Bremerhaven von 1956 folgte in dieser Zeit. 1985 bzw. 1989 entstanden auf dem Areal der ehemaligen Karlsburg-Brauerei die Bauten für die Hochschule Bremerhaven. Im Anschluss dazu wurden 1983/86 elf Giebelhäuser errichtet.

### Verkehr

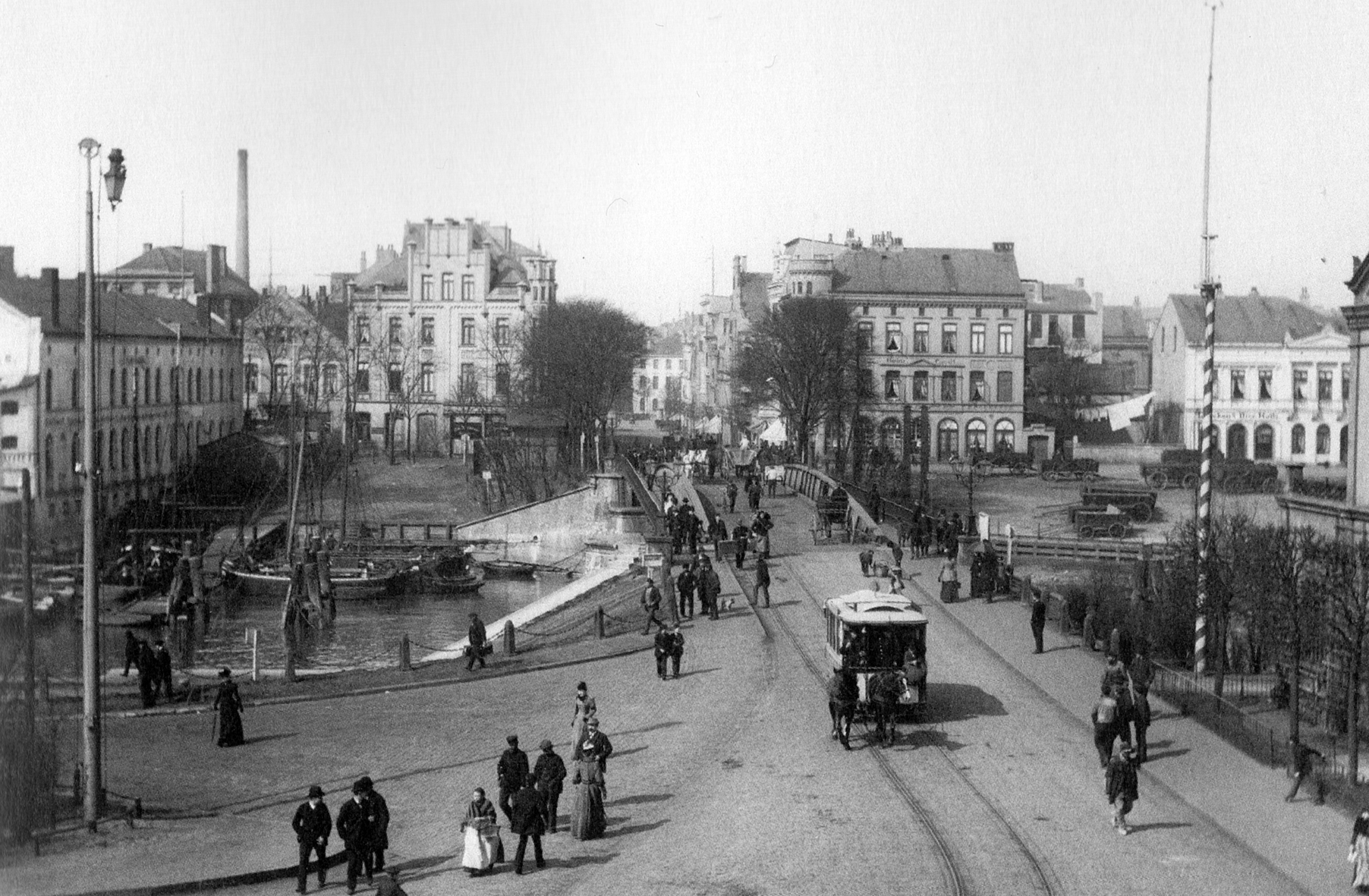
1895: Blick über die ältere Geestebrücke Richtung Deichstraße 38 mit dem Eckhaus mit Stufengiebel, davor die Pferdebahn

Seit 1881 gab es eine Pferdebahn. Von 1898 bis 1949 wurde sie zu einem elektrischen Straßenbahnbetrieb mit 6 Linien umgebaut, der die Straße an der Hafenstraße und Fährstraße noch bis 1982 mit der Linie 2 tangierte.
Im Nahverkehr von BremerhavenBus berühren die Linien 502, 508, 509, NL und S die Straße an der Lloydstraße und die Linien 502, 504, 505, 506, ML und NL an der Fährstraße.

## Gebäude und Anlagen
Die Straße hat überwiegend eine vier- und fünfgeschossige Bebauung sowie fünf Hochhäuser.

### Karlsburg bis Fährstraße
- Wohnhausgruppe An der Karlstadt Nr. 29 bis 35: 2- und 3-gesch. denkmalgeschützte Giebelhäuser von um 1860.[4]
- Deichstraße 14: 3- und 6-gesch. Gebäude der Hochschule Bremerhaven als Haus M mit u. a. Mensa, Audimax, Verwaltung von 1985 bzw. 1989 auf dem Areal der ehemaligen Karlsburg-Brauerei nach Plänen von Gottfried Böhm, Köln
- Nr. 15: 2-gesch. Villa Seebeck von 1908 nach Plänen von Johann Allers. mit Zeltdach, Restaurant und späteren Wintergarten, früher Villa des Schiffbauers Georg Seebeck (1845–1928)
  - Runder Vorplatz mit Blick auf die Alte Geestebrücke von 1904
- Nr. 16 bis 36: Elf 2-gesch. ausgezeichnete Giebelwohnhäuser von 1983/86, die an die niederländische Bauweise erinnern, nach Plänen von Peter Weber, Bremerhaven
- Nr. 38 Ecke Fährstraße 25: 3-gesch. historisierendes Wohn- und Geschäftshaus von 1869 mit Stufengiebel und 4-gesch. Ecktürmchen.[5]
- An der Geeste: Wencke Dock von um 1860[6]

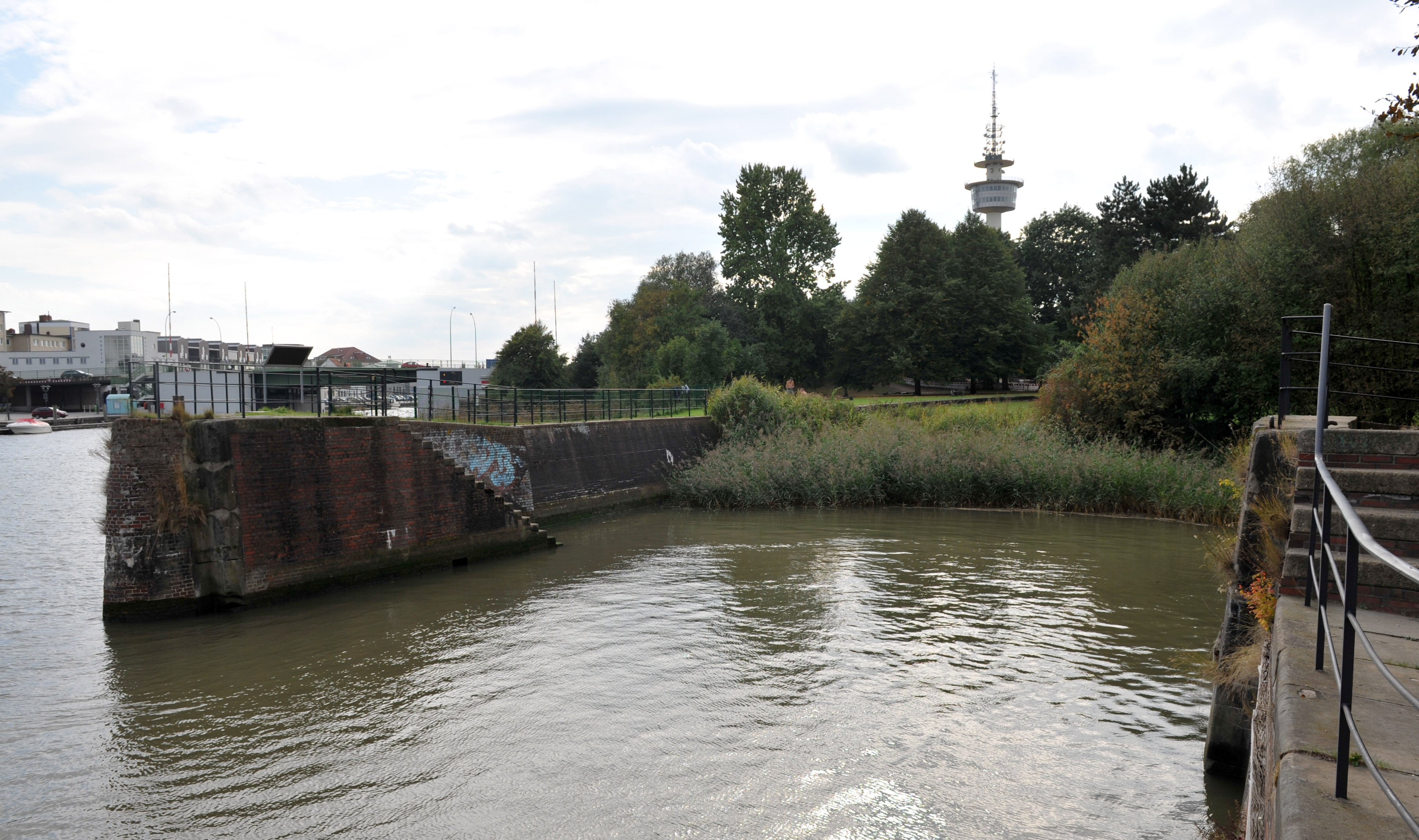
Wencke Dock
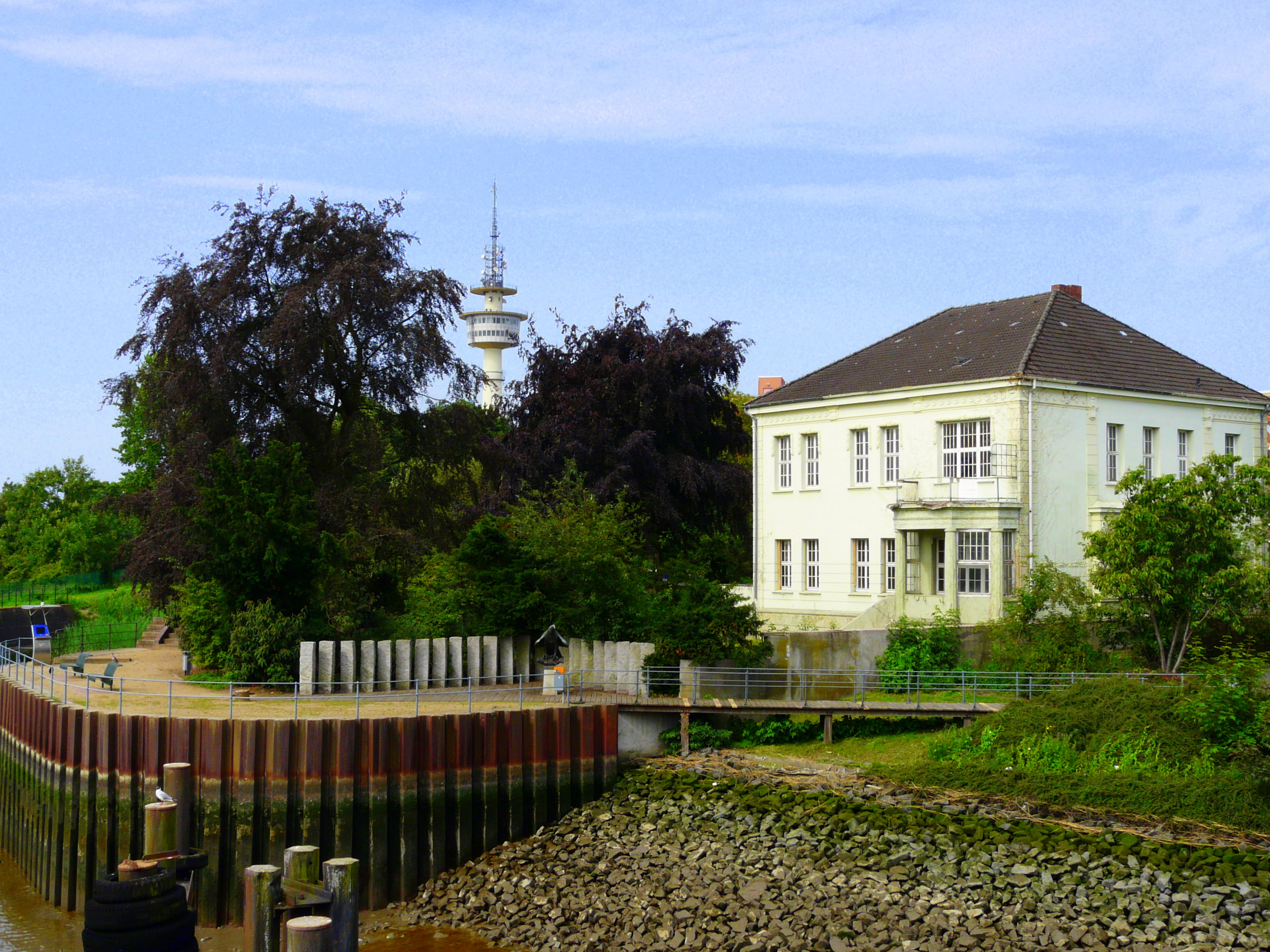
Nr. 15: Villa Seebeck
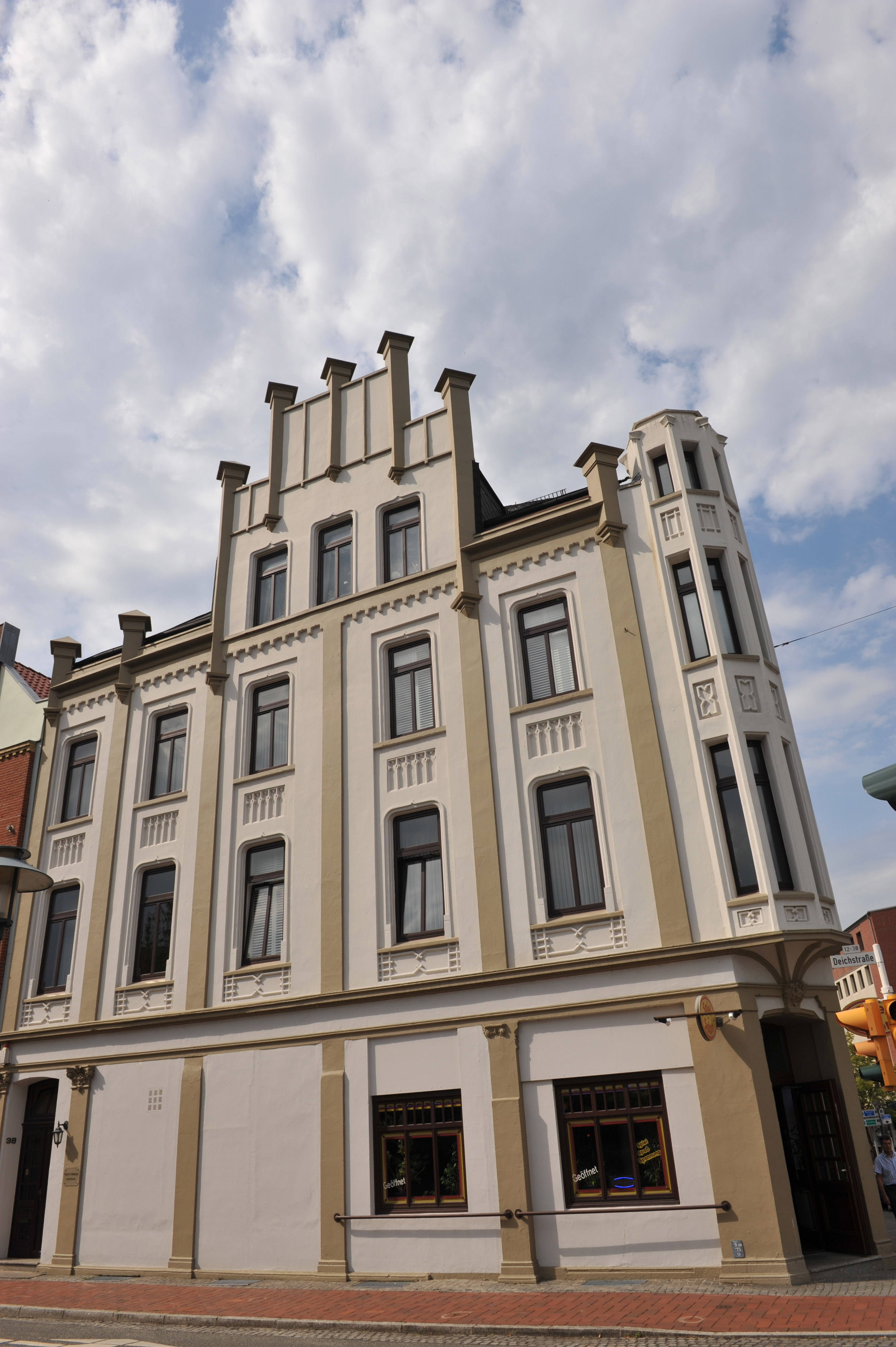
Nr. 38: Wohn- und Geschäftshaus von 1869

### Fährstraße: bis Lloydstraße
- Fährstraße Nr. 20 Ecke Deichstraße: 4-gesch. neueres Gebäude von um 1990
- Nr. 48: 16-gesch. Wohnhochhaus der 1950er Jahre
- Nr. 21: 4- und 5-gesch. Pflegehausanlage Amarita von 2009 in U-Form
  - Von 1966 bis 2004 befand sich hier in einem abgerissenen Neubau die Stadtbibliothek Bremerhaven.
- Danach zumeist viergeschossige Wohnhäuser sowie
- Nr. 70, 78 und 90: Drei 13-gesch. modernisierte Wohnhochhäuser von 1960
- Nr. 37/39: 1- bis 3-gesch. denkmalgeschütztes Goetheschule Bremerhaven in U-Form als Grundschule von 1956 nach Plänen von Coldewey (Hochbauamt) für 244 Schüler in 11 Klassen (2016/17).[7]
- Nr. 55: Hier befand sich bis 1933 das Gewerkschaftshaus Eintracht, in dem die SPD ihr Parteibüro und einige Einzelgewerkschaften ihren Sitz hatten.
- Zwischen Goethe-Schule und Nr. 73: Terrasse, Rampe und Grünanlage mit Bootanleger an der Geeste
- Nr. 87: 2-gesch. Einkaufsmarkt
- Nr. 162 Ecke Keilstraße: 3-gesch. erhaltenes Wohn- und Geschäftshaus von um 1900
- Nr. 91d: 4-gesch.rotsteinverblendetes Wohn- und Geschäftshaus mit ADAC Weser-Ems, Bremerhaven
- Sielstraße Nr. 9 bis 17: 6-gesch. Wohnhaus von um 1960
- Freigebiet Nr. 1 Ecke Deichstraße: 15-gesch. modernisiertes 43 m hohes Wohnhochhaus von 1954 nach Plänen von Helmut Günther; erstes Hochhaus Deutschlands, das im Gleitschnellbauverfahren errichtet wurde.

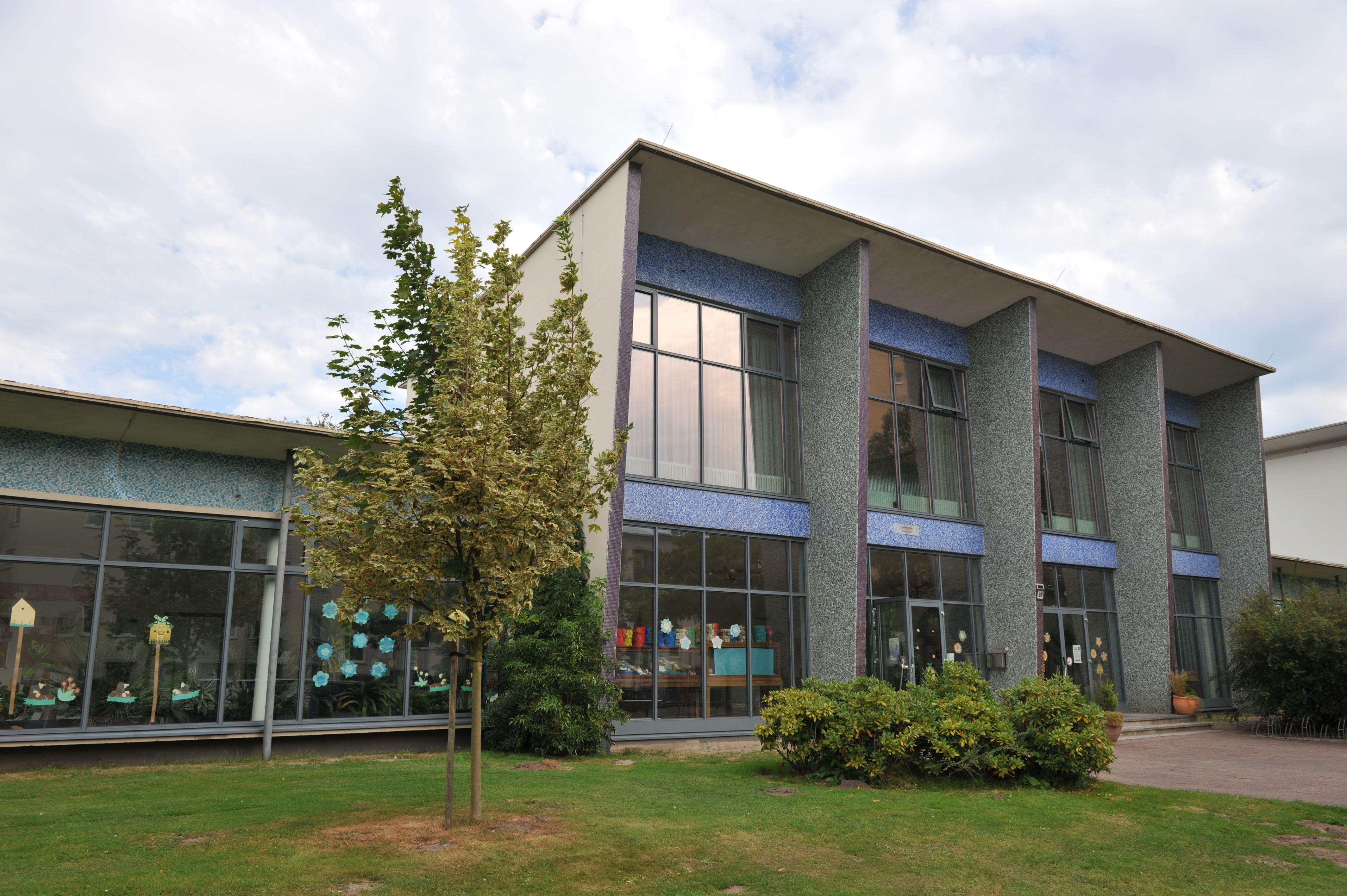
Nr. 39: Goetheschule
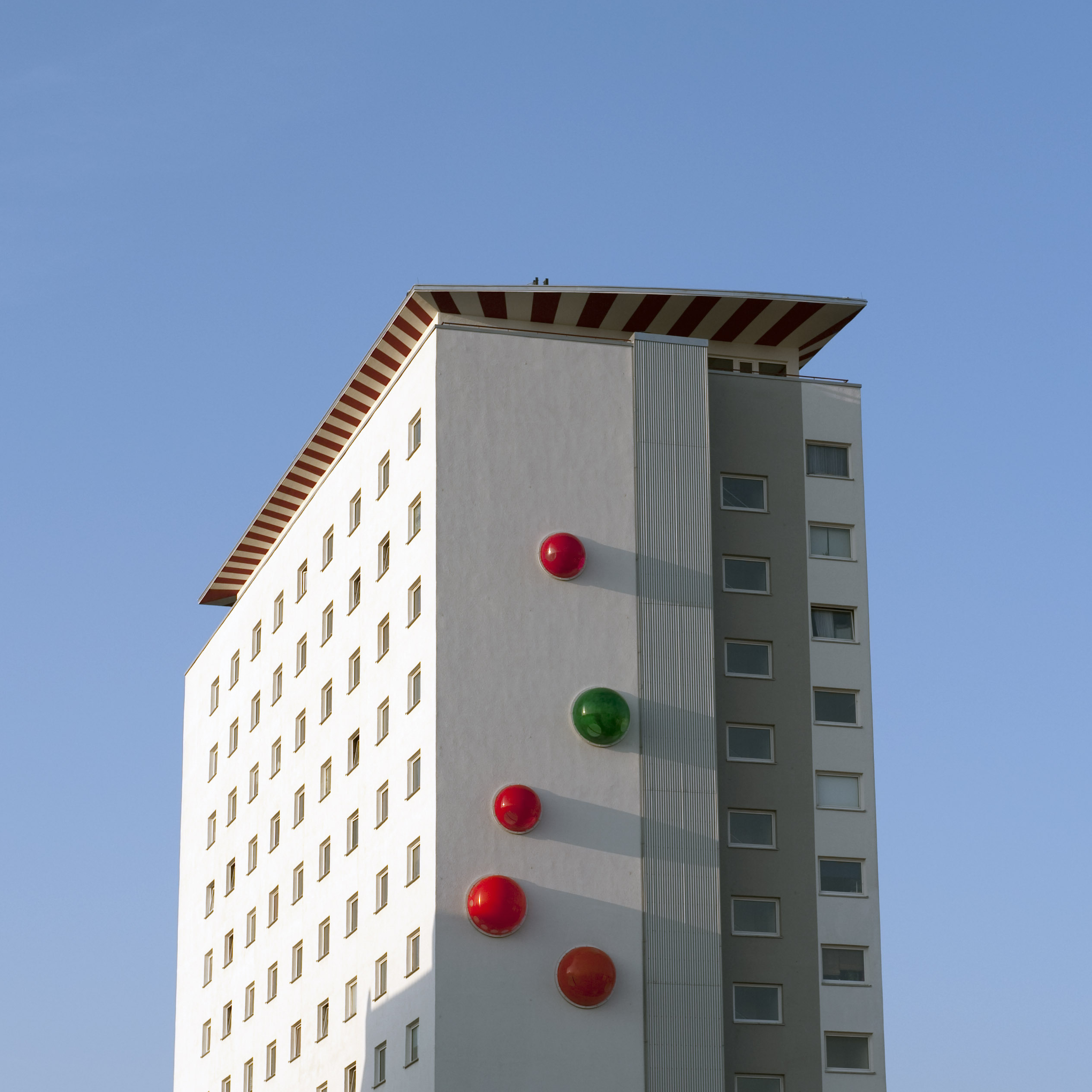
Wohnhochhaus Freigebiet 1

### Kunstobjekte, Gedenktafeln
- Deichstraße Ecke Karlsburg/Bürgermeister-Smidt-Straße: Steinstele von 1989 vom Bildhauer Thomas Kaufhold als Erinnerung an das Bildhauer-Symposion.
- Liste der Stolpersteine in Bremerhaven: Nr. 6 für Karl Gorath (1912–2003), 1929 verhaftet, 1942 deportiert nach Neuengamme, 1943 Auschwitz, 1945 Mauthausen

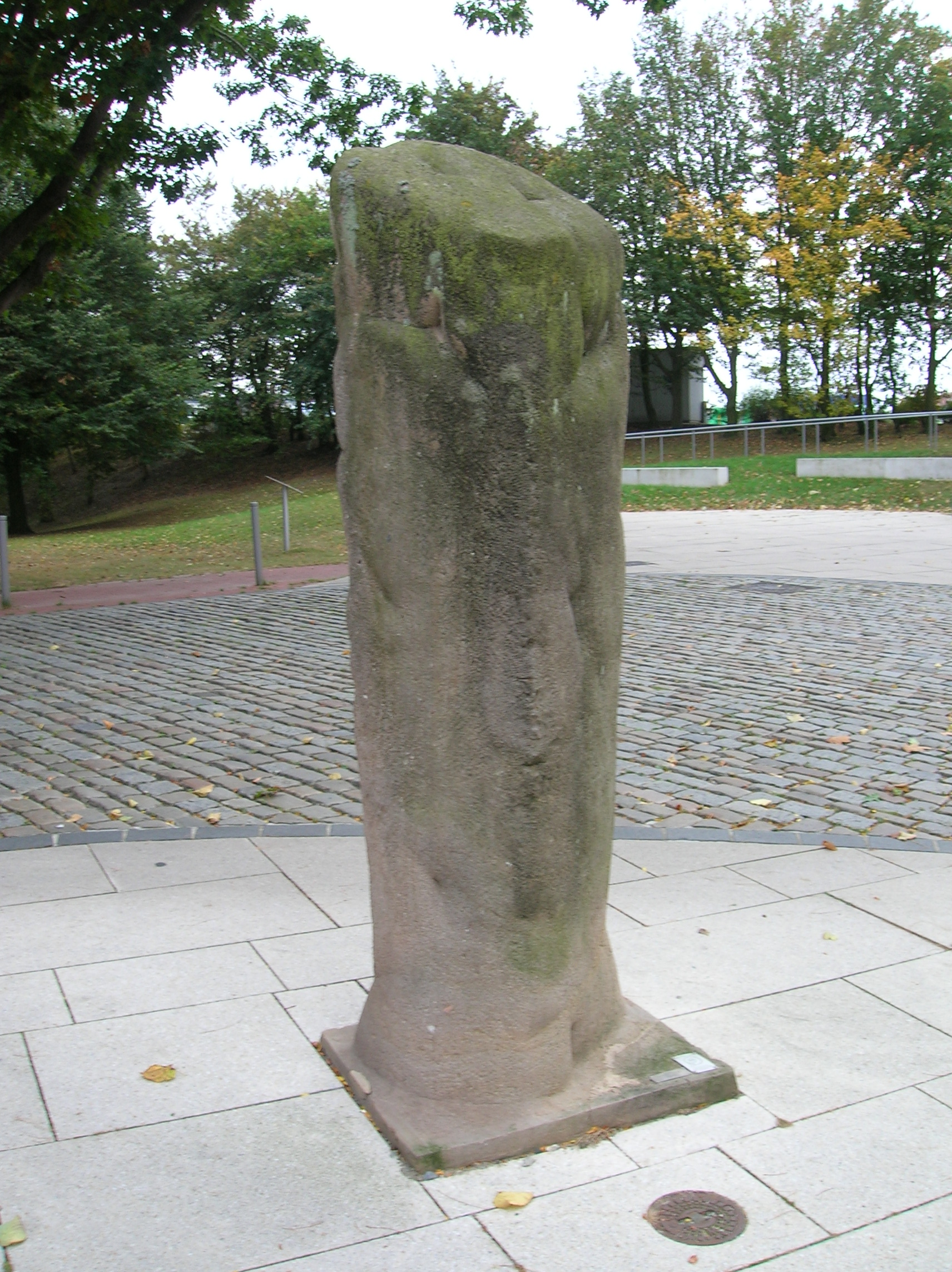
Steinstele